# نيكون دي 3
نيكون دي 3 (بالإنجليزية: Nikon D3)‏ كاميرا احترافية من إنتاج شركة نيكون 12.1 ميجا بيكسل وقد طرحت في السوق في صيف 2007